# 安綱 (庄内藩酒井氏伝来)
庄内藩主酒井氏伝来の安綱（やすつな）は、平安時代中期の伯耆国の刀工である安綱作の太刀。日本刀が現在の彎刀になった初期の頃の作品であり、一部後世による改変がなされているものの、往時の姿をよく保った優品であり、日本国の重要美術品にも認定されていた。2019現在同家から離れ、日本国外に移出された。

## 特徴
刃長76センチメートル。鎬造、庵棟、腰反り、小切先。表裏に掻き通しの棒樋を彫る。茎は摺り上げ、尻は栗形、目釘孔は、摺り上げ前の区当たりに1つ、中心からやや尻側当たりに2つの計3つ穿たれる。佩表に「安綱」の二字銘を刻むが、「綱」の部分に目釘孔が被さる。
作者は、平安時代中期の伯耆国の刀工である安綱とされる。安綱は在銘の刀工としては最初期の人物の一人であり、本太刀も同時期に制作されたものとされる。安綱作とされる太刀銘安綱（名物童子切）（越前松平家伝来品、独立行政法人国立文化財機構所有）や太刀銘安綱（島津氏伝来品、日本国所有）はいずれも国宝又は重要文化財として文化財保護法による保護がなされている。本太刀は一部摺り上げられてはいるものの、腰反り高く当時の作風を良く残す優品である。
その他本太刀の付属品として、糸巻太刀拵の刀装、鞘書のある白鞘、代金子300枚と鑑定された1763年6月24日（寛保3年5月3日）の折紙、重要美術品等認定物件の通知書がある。

## 伝来
本太刀は、伯耆国で製作された後、出羽国庄内藩大名の酒井氏（左衛門尉酒井家）に重宝として伝来したと記録される。
1939年（昭和14年）9月6日には、文部大臣の河原田稼吉により、歴史上又は美術上特に重要なる価値があるものとして、太刀 銘安綱の名称で重要美術品に認定され、同時に本太刀の日本国外への輸出又は移出が規制されることとなった。その後、根拠法である重要美術品等ノ保存ニ関スル法律は、文化財保護法の施行により廃止されたが、本太刀を含む同法施行以前に認定された物件に対しては現在もなお有効であるものとされており、重要美術品を日本国外に輸出又は移出する場合は、主務大臣（文化財保護法附則第4条第1項の規定により文化庁長官に読み替えられる。）の許可を得て、認定を取り消すこととしている。2017年（平成29年）2月10日に開催された第178回文化審議会文化財分科会において、本太刀の重要美術品の認定の取消しについての諮問がなされた。3月1日から3月3日までに開催された同分科会の第一専門調査会において、本件にかかる調査がなされ、3月10日に開催された第179回分科会において、調査結果が報告され、審議の結果、認定を取り消す旨の答申がなされた。9月15日に、同分科会の答申を踏まえ、文化庁長官の宮田亮平により、本太刀に対する重要美術品としての認定が取り消されることとなった。
重要美術品等認定物件に認定された際には酒井忠良が本太刀を所有していたが、その後本太刀は同家を離れ、2017年の認定の取消の際には日本刀関連の古物商を営む有限会社飯田高遠堂が所有していた。本太刀は、同社が既に売約を済ませていること、重要美術品の認定が取り消されたことから、日本国外に移出することが確定している。